# سرمبن
سرمبن (جاوية: سرمبن؛ صينية: 芙蓉) هي بلدة وعاصمة نكري سمبيلن، ماليزيا، وتتبع لناحية سرمبن. إدارة المدينة تدار من قبل مجلس سرمبان البلدي. في 9 سبتمبر 2009، كانت سرمبان ستعلن كمدينة، إلا أنه أرجئ بعد ذلك نظراً لأسباب فنية. ومع ذلك، تم طرح فكرة منح وضع مدينة مرة أخرى ومن المتوقع أن تصبح سرمبن مدينة في المستقبل القريب.

## أعلام
- جون براكاش
- عادل صفوان
- مازلان عثمان
- سوزان ليم